# 克洛皮特
50°23′56″N 26°11′25″E / 50.39889°N 26.19028°E
克洛皮特（烏克蘭語：Клопіт），是烏克蘭西北部的村莊，隸屬里夫內州的里夫內區。該村面積3.52平方公里，海拔高度281米，2001年人口84，人口密度每平方公里23.9人。